# 万祥镇
万祥镇是中国上海市浦东新区下辖的一个镇，北面是惠南镇，东面是书院镇，南面是泥城镇，西面是大团镇。面积23.35平方公里。户籍人口2.53万（2008年）。

## 行政区划
万祥镇下辖以下地区：
万祥社区、馨苑社区、祥苑社区、万兴村、万隆村、万宏村、新振村、新建村、新路村和金路村。